# ناصر بن محمد السلوم
الدكتور ناصر بن محمد السلوم (ولد 1940م - توفي 23 يونيو 2023م) وزير النقل السابق في المملكة العربية السعودية من عام 1416هـ إلى عام 1424هـ. ولد في المدينة المنورة عام 1358هـ، وانتقل بعدها للدراسة في مكة المكرمة، ثم للدراسة الجامعية، انتقل إلى القاهرة ومن بعدها درس في جامعة أريزونا في الولايات المتحدة، وحصل منها على الماجستير والدكتوراه.

## مؤهلاته العلمية
- بكالوريس: الهندسة المدنية من جامعة القاهرة مصر.
- ماجستير: الهندسة المدنية من جامعة أريزونا بالولايات المتحدة الأمريكية.
- دكتوراه: الهندسة المدنية من جامعة أريزونا بالولايات المتحدة الأمريكية.

## مناصبه
- مدير عام المشاريع في وزارة المواصلات (وزارة النقل حالياً).
- وكيل الوزارة المساعد للشؤون الفنية.
- وكيل وزارة المواصلات، رئيس مجلس إدارة شركة النقل الجماعي، بالإضافة إلى كونه في عضو مجلس إدارة في عدد من الأجهزة الحكومية وأيضاً مناصب أخرى جانبية.
- نائب رئيس اتحاد الطرق الدولي في واشنطن.
- مفوض عام الجناح السعودي في معرض أكسبو كندا.
- مفوض عام الجناح السعودي في معرض أكسبو الولايات المتحدة الأمريكية.
- عضو هيئة تطوير مدينة الرياض.
- عضو مجلس إدارة الخطوط الجوية السعودية.
- وزيراً للموصلات ( وزارة النقل حالياً بعد تغيير مسماها).
- عين في منصب الأمين العام هيئة تطوير مكة المكرمة والمدينة المنورة والمشاعر المقدسة عام 1424هـ.[2]

## الوفاة
توفي الدكتور ناصر بن محمد السلوم في يوم الجمعة 5 ذو الحجة 1444هـ الموافق 23 يونيو 2023م في مدينة جدة بعد معاناة مع المرض.